# Michal Riszdorfer
Michal Riszdorfer (n. 26 mai 1977, Bratislava, Cehoslovacia) este un caiacist ce a reprezentat Slovacia, medaliat olimpic. A participat la 3 ediții ale Jocurilor Olimpice (2000, 2004, 2008) în care a câștigat o medalie de argint și o medalie de bronz.